# Notvikgrunden
Notvikgrunden  is een Zweeds rotseiland behorend tot de Lule-archipel. Het dankt haar naam aan de baai waarin het ligt Notviken. Er zijn echter talloze baaien en dorpen die die naam dragen. Notvikgrunden heeft geen oeververbinding en is onbebouwd.